# 472.
◄ | 4. stoljeće | 5. stoljeće | 6. stoljeće | ►
◄ | 440-ih | 450-ih | 460-ih | 470-ih | 480-ih | 490-ih | 500-ih | ►
◄◄ | ◄ | 469. | 470. | 471. | 472. | 473. | 474. | 475. | ► | ►►
Astronomija • Književnost • Kršćanstvo • Pravo • Promet

## Smrti
- 11. srpnja – Antemije, car Zapadnog Rimskog Carstva
- 18. kolovoza – Ricimer, zapadnorimski general i de facto vlastodržac
- 23. listopada – Olibrije, car Zapadnog Rimskog Carstva

## Vanjske poveznice
|  | Zajednički poslužitelj ima još gradiva o temi 472. |